# Claus Hornemann
Claus Frees Hornemann (17. februar 1751 i Næstved – 11. februar 1830 i København) var en dansk teolog, fætter til Christian og Jens Wilken Hornemann.
Horneman blev 1766 student, 1768 cand. theol., 1770-73 studerede han i Gøttingen, hvor han blev stærkt påvirket af den berømte orientalist J.D. Michaelis. Efter sin hjemkomst blev han alumnus på Borchs Kollegium, 1776 ekstraordinær professor og året efter ordinær i teologi ved Københavns Universitet, i hvilken stilling ham blev til sin død.
Så længe Ove Høegh-Guldberg, der var Hornemans beskytter, var ved magten, holdt han sin rationalisme noget i skjul, men efter dennes fald gav han rationalismen frit løb, og ved en "mentalmorailsk" fortolkning af det Nye Testamente, spækket med kåde indfald, godtgjorde han, at Kristus var en hebraisk Sokrates. Uden poetisk forståelse lavede han vittigheder over det Gamle Testamentes billedsprog.
Over for det vågnende religiøse liv i 19. århundrede stod han hovedrystende, men han havde sympati for de unge, der tog deres studium alvorlig, og for dem, der havde et mandigt, usnobbet ord at føre. 1779 blev han Dr. theol., 1822 fik han biskops rang.